# Terra de Ninguém (DC Comics)
Terra de Ninguém (No Man's Land no original) é uma história publicada pela DC Comics com duração de um ano na revista mensal de "Batman" em 1999 e se expandiu para os demais títulos: Detective Comics, Batman: Shadow of the Bat and Batman: Legends of the Dark Knight com outros spin-offs.
Terra de Ninguém foi outra famosa saga de Batman que virou livro. No Man's Land (Pocket Star Books, 2001), chegou com 500 páginas escritas por Greg Rucka, mostrando o que aconteceu a Gotham City depois dos eventos de Terremoto.

## Histórico da publicação
A história principal percorreu as HQ's mensais do Batman — Detective Comics, Batman, Batman: Shadow of the Bat, e Batman: Legends of the Dark Knight — e vários spin-offs servindo como tie-ins. No total, "No Man's Land" ["Terra de Ninguém"] teve 80 edições mensais regulares, 4 especiais, e uma graphic novel Batman: Harley Quinn, que introduziu a Arlequina [Harley Quinn] no Universo DC.
O roteiro central foi originalmente compilado como encadernado em cinco volumes. Só que, devido ao grande número de edições que foram dedicados ao "No Man's Land", somente 40 delas foram reimpressas nas coleções originais. A DC também lançou uma nova coletânea de "No Man's Land", onde incluiu as edições anteriormente não coletadas.
Um livro sobre a saga também foi escrita por Greg Rucka e lançada com capa dura em janeiro de 2000.

## Sinopse

### Um Ponto Final na Cidade das Trevas
Um grande terremoto de magnitude 7.6 começa a devastar a cidade. Batman reúne todo seu time para tentar salvar os feridos, a cidade é seriamente afetada, e Batman quase é soterrado junto com sua batcaverna. Jean-Paul Valley, que foi deixado de lado desde seu tempo vestindo o manto do morcego, acabou provando que está curado psicologicamente, ajudando Batman e os outros heróis a salvar o que restou da cidade. Mas esta última tragédia foi fatal para cidade que, mesmo com toda repercussão e ajuda da Fundação Wayne, foi considerada pelo Governo dos Estados Unidos uma Terra de Ninguém.
A partir de então, a cidade não era mais protegida pela lei e deveria ser abandonada. Mas grande parte das pessoas não quiseram deixar as suas casas de lado, e não abandonaram Gotham mesmo em uma de suas maiores crises. Gotham acabou sendo dividida por populares, criminosos, gangues e os fugitivos do Asilo Arkham. Para manter a lei, o ex-Comissário Gordon, sua mulher e alguns companheiros não abandonam a cidade e continuam ali. Assim como uma nova e encapuzada Batgirl e Oráculo que se manteve em sua base na cidade, ligando seus computadores a seus poderosos geradores. Nesse momento, Batman desaparece sem deixar vestígios…

### Gotham: Não Seja Bem-Vindo!
O cenário de Gotham fica apocalíptico: no meio de ruínas e morte, vários habitantes são fiéis e continuam a morar na cidade, mesmo com a sensação de abandono por parte do vigilante noturno. O pequeno grupo de policiais liderado pelo ex-comissário James Gordon e sua esposa, Sarah, não consegue impedir a divisão de terrenos da cidade, que é disputada por gangues, vilões, policiais desertores de Gordon e loucos fugidos de Arkham. E a sensação de que Batman abandonou a cidade é bem forte. Gordon, sem muita escolha, chega até a criar alianças com vilões como Duas-Caras.
Asa Noturna está em Blüdhaven, Robin está na cidade vizinha resolvendo problemas com sua namorada grávida, a Salteadora, e Bruce Wayne está desaparecido. Oráculo tenta controlar as informações em Gotham City com um grupo de amigos informantes; entre eles, há Cassandra, uma menina que não fala. Gotham não tem mais suas pontes, que foram explodidas; não há ligações para outras cidades; os que ficaram não podem mais voltar, nem pelo rio, já que ele está infestado de minas explosivas. Entretanto, o improvável acontece: Batman consegue atravessar e volta a defender sua cidade. 
Após um tempo afastado analisando os últimos acontecimentos, Bruce resolve retornar a Gotham, mas infelizmente este afastamento estremeceu sua relação com seu velho amigo, Gordon, que não confia mais nele. Batman começa a tomar seu território, enfrentando gangues e vilões. Quem também anda agindo na cidade é a nova e mascarada Batgirl. Batman decide repartir parte de seu território e as pessoas que vivem nele, pedindo a Batgirl que olhe por um dos lados. Mais tarde, arrepende-se ao ver uma chacina no local, e repudia a nova Batgirl que, por sua confiança, colocou várias vidas em perigo.

### Revelações Assassinas
A guerra pelos territórios continua. Gordon, aliado a Duas Caras, ataca o bando do Pinguim; no meio do tiroteio, Sarah é atingida de raspão. O mercenário Cain chega à cidade e começa a arquitetar sua nova missão: matar Jim Gordon. Oráculo tenta ensinar algumas palavras para Cassandra. Cain está pronto, usando um rifle de longo alcance, está com Gordon na mira, mas no último instante é impedido pela veloz Cassandra. Cain desaparece. Bárbara e Gordon tentam conversar com Cassandra, mas esta só fala por símbolos. Um dos símbolos que a garota mostra revela que ela é filha de Cain. O assassino não desiste, e tenta novamente matar Gordon. Cassandra fica entre os dois, e acaba nocauteando Cain, que desaparece de novo.
A jovem começa a lembrar de seu treinamento, onde aprendia golpes mortais ensinados pelo seu mestre, o seu pai Cain. Batman, também treinado pelo assassino no passado, descobre que este criou Cassandra com o objetivo de torná-la uma assassina infalível, abolindo toda a linguagem e ensinando-a somente o que interessa: a linguagem da luta. Batman impede Cain de tentar matar Gordon novamente, e enquanto isto, Cassandra, mascarada, derrota Duas Caras e impede um genocídio. Cassandra impede uma luta entre Batman e Cain, e este último resolve deixar Gotham de uma vez por todas. 

### Preparando o Terreno
Renasce a esperança em Batman de retomar a cidade, e este pede a Oráculo que convoque todos os seus ajudantes. Asa Noturna e Robin chegam a Gotham pelo esgoto, assim como Azrael. Batman tenta repreender Gordon pelas perigosas alianças que fez, e os dois acabam discutindo. Batman vai ao apartamento de Caçadora e ordena que esta largue o traje de Batgirl - Helena estava por trás da máscara, e o morcego sabia disso o tempo todo. Caçadora entrega o uniforme para Cassandra usar. Batman passa as missões para seu time; cada um tem um território para retomar e começar a reconquista. Ele e Robin libertam Hera Venenosa das mãos de Cara-de-Barro e esta promete proteger todos em seu território.

### Queima de Arquivo
Bane consegue chegar a Gotham. Batman tenta prendê-lo, mas é obrigado a desistir da luta, pois este deixou explosivos numa casa de caridade de uma freira. Asa Noturna retoma a prisão Blackgate e a reativa. Batman convoca Mulher Gato: esta terá que roubar alguns CDs (que encontram-se em Manhattan) recheados de informações preciosas sobre interesses em Gotham. Superman vai a Gotham e ajuda na reconstrução da usina de força. Bane está na cidade a mando de alguém, e Batman, que estava envolvido em conflitos com Duas Caras, não consegue impedir que Bane exploda a prefeitura e todos os arquivos municipais. Mas quem estaria interessado em queimar os arquivos e mapas da cidade? 

### Reino do Pudim
Surge Harley Quinn, personagem criada pela dupla Paul Dini e Bruce Timm para o desenho Batman - The Animated Series, que fez tanto sucesso que foi incorporada na cronologia dos quadrinhos. Psicóloga que, por sua admiração pelo Coringa, tentou entender a psique do vilão e acabou enlouquecendo. Libertada do Asilo Arkham durante o terremoto, se uniu ao Coringa, a quem ela chama carinhosamente, de "Pudinzinho". Mulher Gato, com ajuda de Azrael, consegue roubar os CDs. Caçadora se une aos policias desertores, e protege o território em que a doutora Leslie Thompkins cuida dos doentes. Coringa anuncia sua candidatura de presidente de Gotham City.

### Lei e Ordem no Caos
A base de Oráculo é invadida, mas Bárbara é salva por Asa Noturna e Caçadora, e consegue fugir. Duas Caras, unido ao vilão Talião, seqüestra Jim Gordon e seus companheiros, e coloca todos em julgamento. No fim, Duas Caras acaba assumindo sua culpa e liberta todos, ao mesmo tempo que Batman chega ao local. O herói e Gordon tem uma longa conversa sobre escolhas e tudo mais, Batman resolve tirar a máscara, mas o ex-comissário resolve não querer olhar quem está por trás dela. Batman e seus aliados se unem ao bando de Gordon.

### As Mãos Por Trás do Destino
Batman descobre sobre a existência de CDs cujos conteúdos revelariam planos envolvendo Gotham. Pede para Mulher-Gato roubá-los e, com a ajuda de Azrael, ela tem êxito. Com os CDs em mãos e contando com a ajuda de Oráculo, Bruce descobre que há uma pessoa interessada em "reativar" Gotham; esta mesma pessoa contratou Bane para destruir os arquivos da Prefeitura, pois assim não haveria provas sobre os verdadeiros donos de cada terreno. E o interessado já estaria inclusive transportando material para a reconstrução, escondendo este material em Blüdhaven, cidade vizinha a Gotham.
Batman também descobre que logo será revogada a "Terra de Ninguém" na cidade. Enquanto isto, Robin vigia Bane, e descobre que ele negocia com uma mulher. Mais tarde, ela é reconhecida: seria uma das amazonas guarda-costas de Lex Luthor. O grupo junta as informações e comprova: quem quer reconstruir e dominar a cidade é o próprio Luthor. O empresário chega à metrópole de helicóptero e tem uma dura conversa com Batman, cheia de ameaças. Luthor traz o material para a cidade, e começa a criar postos de reconstrução.

### Guerra de Gênios Vilanescos
A reconstrução começa, mas tem uma pessoa nada feliz com a intromissão "humanitária" de Luthor: o candidato a presidente da "Terra de Ninguém", Coringa. Ele, sua companheira Harley Quinn e seu bando destróem o maquinário e atacam os trabalhadores. Lex não fica para trás e coloca Bane, seu "cão de guarda", para trabalhar e espantar o palhaço. Coringa resolve mudar sua direção de ataque e deixa os trabalhadores de Luthor em paz, por enquanto. O empresário se acha glorioso, pois tem em mãos duas grandes cidades, Gotham City e Metrópolis. 

### A Hora do Morcego
Batman encontra Bane e, durante uma conversa, o morcegão descobre que o vilão receberá muito dinheiro de Luthor, o suficiente para comprar sua ilha natal, Santa Prisca. Batman ordena que Bane fuja logo com o dinheiro, antes que ele destrone Luthor e também lhe dê um belo calote. Bane deixa Gotham City. Por mais que as indústrias de Luthor considerem-se as grandes mentes por trás da reconstrução, Batman tem um grande apoio: as empresas Wayne, que sobrevivem em outras cidades. Com ajuda do presidente das empresas, Lucius Fox, eles saem à frente no governo, que revogam a "Terra de Ninguém" e tornam as empresas de Bruce as parceiras mais importantes para reconstrução da cidade, o que frustra os objetivos de Lex Luthor. As empresas ainda dão financiamento e outras facilidades para que antigos moradores voltem à cidade.

### A Queda da Caçadora
Enquanto a reconstrução recomeça, agora com o apoio das Indústrias Wayne, Coringa volta a atacar. Enquanto vários comemoram a revogação da lei da Terra de Ninguém em bares e festas, ninguém lembra que a ordem ainda não está totalmente restabelecida. Coringa ataca vários territórios ainda divididos, um deles, que contém os principais hospitais de Gotham, é protegido por Caçadora, que luta valentemente contra ele e Harley Quinn. No fim a Caçadora leva vários tiros, e Coringa está pronto para finalizar a carreira da vigilante quando é impedido por Batman e Asa Noturna. Coringa e seu bando fogem. Caçadora fica à beira da morte ganhando novamente o respeito e a confiança do Batman.

### Momentos Finais de Uma Terra Sem Lei
No momento em que quase morreu, Caçadora tentava impedir o seqüestro de vários bebês pelo Coringa. Este seqüestro, mais tarde, acaba acontecendo e deixando Batman e seus aliados em polvorosa. Os heróis se espalham pela cidade e, durante a busca, Robin quase morre ao cair numa aramadilha. Azrael não tem a mesma sorte: numa explosão numa gigantesca árvore de Natal, tem seu corpo quase todo incinerado e também fica à beira da morte. Os heróis seguem as pistas deixadas pelo Coringa, mas andam em círculos. Gordon, sua esposa Sarah e os policias também estão à procura. 
Ao entrar no antigo distrito policial, Sarah ouve barulhos estranhos e vai investigar. E acaba descobrindo que Coringa escondera os bebês no lugar mais improvável: o próprio distrito. Sarah tenta pará-lo com um revólver, mas Coringa ameaça a vida dos bebês. Sarah, sob tais ameaças, entrega a arma para o vilão. Com seus sorriso sarcástico, Coringa atira na cabeça de Sarah, que morre entre os bebês. Ao sair do distrito, é cercado por Batman e Gordon, e se entrega.
Ao entrar no distrito, os policiais encontram o corpo de Sarah. Gordon fica possesso ao saber que sua esposa foi assassinada, e pensa em matar Coringa. Mas Batman o impede e conversa com ele. Gordon atira na perna de Coringa e manda prendê-lo. Coringa ainda faz piada, afirmando que Gordon quis devolver com a mesma moeda o que ele fez com a Bárbara. Gordon fica desconsolado. E tem reinício a construção de nova Gotham.

## Edições
A história foi mostrada nas seguintes edições:
- Azrael #50–61
- Batman #563–574
- Batman: Harley Quinn (graphic novel)
- The Batman Chronicles #16–18
- Batman: Day of Judgment (como parte de Day of Judgment ["O Retorno do Herói"])
- Batman: Legends of the Dark Knight #116–126
- Batman: No Man's Land #0–1
- Batman: No Man's Land Secret Files and Origins #1
- Batman: Shadow of the Bat #83–94
- Catwoman #72–77
- Detective Comics #730–741
- Nightwing #35–39
- Robin #67–73
- Young Justice in No Man's Land #1